# Epson PX-4
El Epson PX-4 (HC-40 o HX-40)  fue un ordenador portátil compatible CP/M presentada en 1985. La pantalla tenía 40 × 8 caracteres físicos, pero 80 × 25 o 40 × 50 virtuales, por lo que es casi compatible con la Epson PX-8 Geneva. Puede funcionar con un paquete de baterías de níquel-cadmio (Epson RB 105), 4 baterías AA o una fuente de alimentación de CC de 6 V y 600 mA.
Fue elegido como sucesor del portátil Epson HX-20, que era muy popular entre los ingenieros de campo.
Otra característica del PX-4 era su alta modularidad. Heredando las cápsulas ROM de la Epson PX-8 Geneva, añadió una bahía de cartuchos (similar pero incompatible con la Epson HX-20), para la que Epson ofreció varias impresoras, unidad de microcasete, módem, grabadora de EPROM, DMM (Digital Multímetro Módulo), cartuchos de RAM y ROM. Los terceros pueden fabricar cartuchos personalizados. El módem, el GRABADOR de EPROM y el DMM necesitaban programas de usuario. El sistema permitía extensiones de BIOS (User BIOS). Otras características fueron el puerto Serial y el RS-232C, la interfaz del lector de código de barras como con la Epson PX-8 Geneva. Los nuevos fueron un puerto de casete y un puerto de impresora paralelo.
El teclado también era fácilmente reemplazable, lo que permitía diseños específicos de países pero también diseños personalizados, como el "teclado de elementos" que convierte el PX-4 en una caja registradora. Esta tendencia se amplió con la Epson PX-16 para la que incluso estaban disponibles "teclados de elementos" con pantallas táctiles.
La memoria RAM interna era de 64 KiB, de los cuales una parte podía reservarse como disco RAM. Se puede conectar un disco RAM externo, creando un disco RAM de 120K, dejando la RAM interna como BIOS de usuario y espacio de trabajo.
El PX-4+ era una versión mejorada que tenía integrado el disco RAM externo.

## Detalles Técnicos
- Microprocesador NEC μPD70008 (Z80 CMOS) a 3,6864 MHz
  - La CPU 7508 controla la interfaz con el teclado y el convertidor analógico/digital (A/D) que permite que las señales de otros dispositivos se lean como voltajes y se conviertan en números que el PX-4 pueda entender.[3] La CPU 7508 realiza las siguientes funciones:
    - Proporciona funciones de teclado como escaneo de teclado y repetición automática.
    - Controlar el interruptor POWER.
    - Controlar el interruptor RESET.
    - Sirviendo la función de temporizador de intervalo de un segundo.
    - Medición del voltaje de la batería.
    - Sirviendo la función de alarma.
    - Encendido y apagado del interruptor principal de la CPU.
    - Lectura de datos de temperatura.
    - Sirviendo las funciones de calendario y reloj.
    - Lectura de datos de un convertidor AD.
    - Control de los interruptores DIP.
    - Transferencia de datos en serie hacia y desde la CPU principal.
    - Control del modo de actualización de DRAM.
- ROM 32 Kb con CP/M 2.2 ampliables a 96 Kb
- Memoria RAM: 64 Kib ampliables a 128 KiB
- Carcasa: Pequeña del tamaño de un cuaderno DIN A4. En el lateral derecho pulsador de Reset, control de ángulo de visión de la  pantalla, interruptor de encendido/apagado, minijack BCR del Lápiz lector de código de barras y minijack de sonido. En la trasera, conector Mini-DIN de 5 pines para la interfaz de casete, conector Mini-DIN de 8 pines Serial, conector Mini-DIN de 8 pines RS-232C, conector de hilera de pines del puerto paralelo de impresora, conector de la fuente de alimentación externa y liberador de la pantalla LCD.
- Teclado: QWERTY / QWERTZ / AZERTY de 72 teclas tipo máquina de escribir eléctrica. 43 teclas alfanuméricas en color negro, gris claro 2 ⇧ Mayús, 2 CTRL, Tab ↹, CAPS LOCK, NUM/GRPH (para activar el keypad numérico incluido en el teclado, al estilo de los modernos notebooks; permite acceder a los caracteres serigráficos), SCRN/INS, CLR/DEL, HOME/BS y tres teclas variables; rojo RETURN; 4 teclas de cursor naranja. Carece de ESC. Hilera superior  con teclas de 1/3 de ancho STOP (ROJA) ESC, PAUSE, HELP (negras), PF1, PF2, PF3, PF4, PF5 (marrón) El teclado en sí es también un módulo por lo que puede sustituirse por un teclado de elementos con teclas tipo calculadora para los 2/3 alfanuméricos y un keypad numérico de 5*5[4]. Se comercializan 9 variantes de teclado (puede cambiarse con el Interruptor DIP en el alojamiento de las ROMs)
  - ASCII
  - Francés
  - Alemán
  - Inglés
  - Sueco
  - Danés
  - Noruego
  - Español
  - Italiano
- Sonido : generador de pulsos programable, cuatro octavas con medios tonos mediante el altavoz interno. Rueda de control de volumen en el lateral derecho.
- Pantalla: Pantalla de cristal líquido de 40×8 caracteres, 240×64 píxels no retroiluminada.
- Dispositivo de almacenamiento de datos
  - Lectograbadora de microcasete integrada opcional
  - Lectograbadora externa de casete o microcasete
  - Disquetera externa de 3,5 o 5,25 pulgadas opcional
  - Cápsula ROM en lugar del cartucho usado por otros sistemas, la PX-4 tiene dos zócalos ROM en la trampilla inferior (C: y B:) y otros dos más en un módulo (J: y K:) que cuentan en cada extremo con una pestaña que se encarga de retener en la posición correcta las patillas del chip DIP. Si se pulsan ambas pestañas con el equipo apagado, se puede sustituir la ROM por otro paquete de aplicaciones sin complicados procesos de inserción en zócalos estándar que pueden dañar los pines del chip. El tamaño se reduce también notablemente de cara a llevar las aplicaciones para un uso móvil.
- Entrada/salida :
  - Minijack SP: Salida de sonido.
  - Minijack BCR: Lápiz lector de código de barras.
  - Conector IDC de 50 pines con las señales del bus del sistema. Se utiliza para conectar la unidad Disco RAM o una Universal Unit proporcionada por Epson para los desarrollos de terceros.
  - Puerto serie RS-232C estándar con conector Mini-DIN de 8 pines. Epson proporciona 3 tipos de cable para este conector
    - Cable #724: Este cable se utiliza para conectar el PX-4 a un módem o acoplador acústico.
    - Cable #725: Este cable se usa para conectar el PX-4 a una computadora equipada con una interfaz RS-232C y un conector DB25.También se usa para conectar el PX-4 con una impresora en serie u otro dispositivo de E/S que esté equipado con una Interfaz RS-232C.
    - Cable #726: Este cable se utiliza para conectar dos PX-4 a través de las interfaces RS-232C. Esto también se conoce como el cable de módem nulo.

  - Puerto serie propietario. Se utiliza para conectar unidades de disco opcionales (unidad D:, E:, F: y G: en las asignaciones por defecto) o una impresora serie. La velocidad de comunicación es de 38400 bps cuando las unidades de disco están conectadas y 4800, 600 o 150 bps cuando hay una impresora conectada. Cuando se elige la interfaz serial como interfaz de la impresora, la configuración  predeterminada es 4800 bps. Qué dispositivo está conectado conectado está determinado por el programa CONFIG. El PX-4 también puede detectar que una unidad de disquete EPSON está conectada y configurará automáticamente la tasa de baudios a 38,400 baudios sin la necesidad de usar CONFIG. Con conector Mini-DIN de 8 pines, la diferencia está en el patillaje
    1. GND	Tierra
    2. PTX Datos transmitidos
    3. PRX	Recibir datos
    4. (RTS) Solicitud de envío
    5. (CTS) Listo para enviar
    6. PIN	Estado listo
    7. POUT Señal de control
    8. no conectado

  - Conector IDC de 20 pines de puerto paralelo de impresora
    - Cable #731: para conectar con una impresora compatible Centronics
- Sistema operativo: CP/M. Dadas las particularidades del equipo, las letras de unidad se asignan:
  - A: RAM disk
  - B: ROM 1
  - C: ROM 2
  - D: disquetera 1
  - E: disquetera 2
  - F: disquetera 3
  - G: disquetera 4
  - H: unidad de microcasete
  - I: módulo de RAM disc
  - J: ROM 3 del módulo ROM H403A
  - K: ROM 4 del módulo ROM H403A
- Fuente de alimentación : externa AC 120 Voltios ( 60 Hz ), 8 Watios, con salida DC de 6 V, 600 mA, conector de barrilete ( positiva externa negativa centro

## Cartuchos
El alojamiento de cartuchos situado en la esquina superior derecha admite diversas ampliaciones
- ROM H403A: El cartucho ROM es totalmente compatible con el sistema operativo PX-4 y asigna las ROM predeterminadas como J: y K:. Los tipos de ROM admitidos son los mismos que para las unidades de ROM internas (B: y C:), 8kByte, 16kByte y 32kByte.
- RAM: El cartucho de RAM es totalmente compatible con el sistema operativo PX-4 y asigna la RAM como disco I:. El cartucho RAM estándar de Epson contiene solo 16 KiB, pero también se admiten 32 KiB y 64 KiB. Hay un cartucho de terceros que contiene 128 KiB. Sin controlador, informa un tamaño de 32 KiB.
- Microcassette H404A: La unidad de microcasete es totalmente compatible con el sistema operativo PX-4 y se asigna a la unidad H:.
- Printer H409A: La impresora de cartuchos es totalmente compatible con el sistema operativo PX-4. El ancho es de 60 puntos o 40 caracteres. Un carácter se imprime como 6 x 8 puntos. El cartucho de cinta es ERC-09 B.
- Modem: El cartucho de módem no es compatible con el sistema operativo PX-4, por lo que necesita un software especial para funcionar. Puede marcar y responder automáticamente y comunicarse hasta 300 bps (Bell 103). El puerto interno PX-4 RS-232 se utiliza para la transferencia de datos.
- Digital Multimeter Cartridge H407A: El cartucho DMM no es compatible con el sistema operativo PX-4, pero necesita un software especial para funcionar. El DMM funciona con sus propias dos baterías tipo AAA. Los rangos son:
  - VCC: automático, 300 mV, 3 V, 30 V, 300 V, 500 V
  - CA: automático, 3 V, 30 V, 300 V, 350 V
  - Ohm: automático, 300 ohm, 3 kohm, 30 kohm, 300 kohm, 3000 kohm
  - Ohm de baja potencia: automático, 3kohm, 30kohm, 300kohm, 3000kohm
- PROM WRITER H413A: El cartucho PROM Writer no es compatible con el sistema operativo PX-4, pero necesita un software especial. Un ejemplo es la ROM de la cápsula ROMWRITE. Una descripción del software está disponible. PROM Writer admite EPROM de tipo 2764, 27128 y 27256.

## Periféricos oficiales
- Epson CP-20: acoplador acústico
- Epson P-80: impresora serie de 80 columnas
- Epson P-40: impresora serie de 40 columnas
- Epson C-40: plóter serie de 4 colores
- Epson TF-15: disquetera de 5,25
- Epson PF-10: disquetera de 3,5